# Tengis Sigua
Tengis Sigua (georgisch თენგიზ სიგუა; * 9. November 1934 in Lentechi, Georgische Sozialistische Sowjetrepublik, UdSSR; † 21. Januar 2020) war ein georgischer Politiker und Premierminister Georgiens von 1990 bis 1991 und von 1992 bis 1993.

## Biographie
Sigua absolvierte 1957 ein Studium der Ingenieurwissenschaften an der Georgischen Technischen Universität. Nach dem Abschluss begann er seine berufliche Tätigkeit als Ingenieur im Rustawi Stahlwerk. Ab 1962 arbeitete er als leitender Forscher, Laborleiter und anschließend als stellvertretender Direktor im Institut für Metallurgie in der Akademie der Wissenschaften der Georgischen SSR. 1989 stieg er zum Direktor dieser Einrichtung auf.
Von 1982 bis 1987 war Sigua Mitglied der Kommunistischen Partei der Sowjetunion.
Noch bevor Georgien seine Unabhängigkeit von der Sowjetunion erlangt hatte, wurde Sigua im November 1990 Vorsitzender des Ministerrates unter dem späteren Präsidenten Swiad Gamsachurdia. Mit der Abkühlung des Verhältnisses zu Gamsachurdia verließ Sigua diesen Posten im August 1991. Gemeinsam mit dem Anführer der georgischen Nationalgarde Tengis Kitowani und dem Chef der paramilitärischen Einheit Sakartwelos Mchedrioni (Georgische Reiter) Dschaba Iosseliani organisierte Sigua im Dezember 1991 einen erfolgreichen Putsch gegen Gamsachurdia. Nach dem Sturz des Präsidenten im Januar 1992 wurde Sigua zum Interimsregierungschef Georgiens ernannt. Im November 1992 wurde Sigua vom neu gebildeten georgischen Parlament in seinem Amt bestätigt. Nachdem jedoch das Parlament im August 1993 den von der Regierung vorgelegten Haushaltsplan abgelehnt hatte, legte Sigua sein Amt nieder.
Nach dem Ausscheiden aus den Regierungsgeschäften ging Sigua in die Opposition und kritisierte die Regierung von Eduard Schewardnadse. Wegen der Organisation eines Marsches georgischer Flüchtlinge nach Abchasien verbrachte Sigua 1995 einige Monate im Gefängnis. Nach der Entlassung kehrte er nicht mehr in die aktive Politik zurück.